# San Cristóbal (Santa Fe)
San Cristóbal es una ciudad de la provincia de Santa Fe, Argentina, cabecera del departamento San Cristóbal, fundada el 21 de enero de 1894 sobre tierras que habían sido entregadas a la Colonia San Cristóbal en 1881. La ciudad se encuentra a 179 km al norte de la ciudad capital Santa Fe
Es una ciudad importante dentro del noroeste de la provincia y por su ubicación ha tenido siempre un rol relevante en la logística de la producción primaria, en particular durante el apogeo del ferrocarril General Belgrano. 

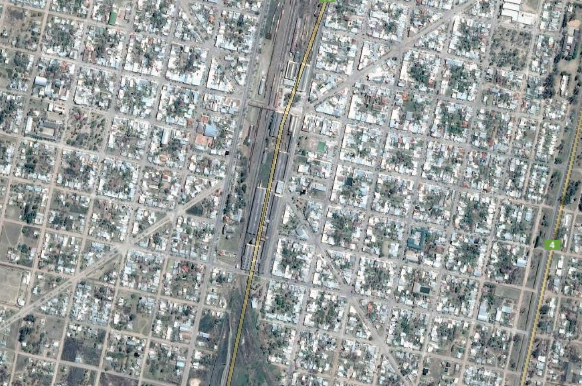
Vista parcial aérea de la ciudad.

Si bien la estación San Cristóbal  sufrió un gran golpe al cerrarse los Talleres Ferroviarios durante el desmantelamiento del sistema nacional de Ferrocarriles Argentinos durante el primer gobierno del presidente Carlos Saúl Menem, significando la pérdida de la principal fuente de trabajo de la comunidad, ya que en estos llegaron a trabajar en las épocas de esplendor más de mil operarios.
La actividad económica desde entonces se ha ido reconvirtiendo, a partir de la producción agrícola-ganadera y el empuje dado por las pequeñas y medianas empresas. 
Actualmente cuenta con un crecimiento sostenido y constante a punto tal que está en vías de concreción el parque industrial de la ciudad.
Por su parte, tiene 12 barrios, muchos de los cuales han crecido enormemente gracias a los planes habitacionales.

## Historia
En el año 1881 las tierras de la Colonia San Cristóbal fueron parte de un lote de 160.750 ha entregados por el Gobierno de la provincia de Santa Fe, junto con otros seis lotes de la misma extensión, a "Cristóbal Murrieta y Cía." banqueros de Londres, en garantía y pago de un empréstito contraído por aquella. Extensión que abarcaba gran parte de la zona conocida por "Chaco Chico", entre los ríos Salado y Dulce y limitada al sur por Fuerte Morteros, Monte de los Monigotes, Fuerte de la Soledad y Monte Ñanducita.
Sobre estas tierras en 1884 se constituye la Cía. de Tierras de Santa Fe, donde Cristóbal de Murrieta deja su impronta en el proceso colonizador aportando a los topónimos de sus localidades como San Cristóbal (por su nombre de pila), Portugalete (su pueblo español oriundo), al mismo tiempo Santurce y Alcorta (por Algorta), otros pueblos de la madre patria.
Para servir eficientemente al progreso de la localidad y a la inmigración francesa, la empresa de ferrocarriles precursora del Ferrocarril Provincial de Santa Fe inaugura el 31 de diciembre de 1886 la línea desde Lehmann a San Cristóbal, conectando la localidad con la capital de la provincia y el resto de las colonias.   
En 1887, se funda la "Colonia Santurce" en el "Lote 14", al sur de lo que constituía la casa de negocio de ramos generales del Señor Emilio Mammarelli, se trazó esa población con la idea de que fuera el centro principal de la zona que abarcaban los campos de la Compañía de Tierras; idea que no se hizo efectiva por cuanto casi en la misma fecha, San Cristóbal fue el arranque del ferrocarril a Tucumán, que construyó la Compañía Francesa de Ferrocarriles; y al mismo tiempo, punto terminal de vía del ferrocarril Santa Fe, lo que motivó que San Cristóbal se desplazara a Santurce. Fueron ingleses los primitivos compradores de lotes en la colonia Santurce.
En el año 1890, con la población de San Cristóbal, la Compañía de Tierras designa al agrimensor Francisco E. Wiggin, para hacer la carta urbana, aprobada por el Departamento Topográfico el 20 de marzo de 1890, refrendada por Decreto provincial, el 21 de octubre de 1890 y recién cuatro años más tarde, el 21 de enero de 1894, se produce la creación de la Comuna.
En materia cultural, el 12 de diciembre de 1912 se funda la Biblioteca Popular "San Martín", espacio que se convierte hasta la actualidad en un espacio de formación y debate.   
El 5 de abril de 1915 se funda la Logia masónica "La Forestal N° 291" dependiente de la Gran Logia Argentina, constituyéndose en una referencia para los librepensadores e intelectuales del noroeste santafesino, cuyos miembros participaron en la fundación de diversas obras benéficas y sociales hasta su desaparición a finales de la década de 1970. 
El 25 de mayo de 1933 se fundó el Racing Lawn Tennis Club de San Cristóbal, dedicándose desde entonces a la difusión de la práctica deportiva, en la actualidad principalmente el básquet. 
El 1 de marzo de 1959 la localidad adquiere una mayor relevancia político administrativa al convertirse en Municipio, identidad que es reforzada con la creación del escudo de la localidad el 18 de julio de 1969.
El 14 de junio de 1980 se funda el Club Unidad Sancristobalense, que en la actualidad participa de la liga Rafaelina de Futbol. 

## Localidades y Parajes del municipio
- San Cristóbal 14,922 habitantes (Indec, 2010).
- Parajes
  - La Trebolares
  - Vizcacheras
  - Virgen de Itatí
  - El Lucero (mv)

Está ubicada a 179 km al norte de la ciudad capital Santa Fe, por las rutas nacional 11 y provincial 4.
Se encuentra atravesada por las rutas provinciales nros. 4 -con destino hacia la ciudad de Santa Fe al sur y hacia Tostado al norte-, 13 -con destino a la ciudad de Rafaela- y 39 -que la comunica con Gobernador Crespo y ruta nacional nro. 11   hacia el este y Arrufó y Morteros hacia el oeste-. Asimismo, se encuentra unida con la ciudad de San Justo por la ruta provincial nro. 2.

## Parroquias de la Iglesia católica en San Cristóbal
| Diócesis   | Rafaela                  |                                |
| ---------- | ------------------------ | ------------------------------ |
| Parroquias | Parroquia: San Cristóbal | Capilla: Inmaculada Concepción |

## Medios de comunicación
- Diario El Departamental

- Datos: Q607174
- Multimedia: San Cristóbal, Santa Fe / Q607174